# Марк Ландин
Марк Ландин (њем. Mark Landin) општина је у њемачкој савезној држави Бранденбург. Једно је од 34 општинска средишта округа Укермарк. Према процјени из 2010. у општини је живјело 1.117 становника. Посједује регионалну шифру (AGS) 12073386.

## Географски и демографски подаци
Марк Ландин се налази у савезној држави Бранденбург у округу Укермарк. Општина се налази на надморској висини од 45 метара. Површина општине износи 44,3 km². У самом мјесту је, према процјени из 2010. године, живјело 1.117 становника. Просјечна густина становништва износи 25 становника/km².

## Међународна сарадња
| Мјесто | Држава | Врста сарадње | Од    |
| ------ | ------ | ------------- | ----- |
|        | Пољска | партнерство   | 1985. |
| Извор  |        |               |       |